# Thoriosa taurina
Thoriosa taurina là một loài nhện trong họ Ctenidae.
Loài này thuộc chi Thoriosa. Thoriosa taurina được Eugène Simon miêu tả năm 1910.